# Борис Гребеншчиков
Борис Гребеншчиков (на руски: Бори́с Бори́сович Гребенщико́в) е руски музикант, композитор, певец, поет, писател и фотограф. Основател и вокалист на група „Аквариум“. Известен е под творческия си псевдоним БГ. Наричан е „бащата на руския рок“ и „първата съветска международна рокзвезда“. Има десетки издадени албуми в състава на „Аквариум“ и над 10 самостоятелни албума. Освен това композира и филмова музика.

## Биография
Роден е в Ленинград. Завършва приложна математика в Ленинградския университет и става научен сътрудник по социология. През лятото на 1972 г. се запознава с поета и барабанист Анатолий Гуницки и дватама основават група „Аквариум“. Формацията свири както класически рок, така и джаз, реге и фолк рок. През 70-те години „Аквариум“ е ъндърграунд група, като музикантите издават няколко свои албума, които остават слабопопулярни. През 1978 г. групата записва албума „Все братья – сестры“, вдъхновен от творчеството на Боб Дилън. В него като китарист участва бъдещият вокалист на група Зоопарк Майк Науменко.
През 1980 г. „Аквариум“ е забранена заради пропаганда на хомосексуализъм на рок фестивала в Тбилиси. Гребеншчиков е изключен от комсомола на КПСС и е уволнен от научноизследователския институт. През 1981 г. „Аквариум“ записва първия си „официален“ албум – „Синий альбом“ в студиото на Артемий Троицкий и Андрей Тропило. Групата натрува популярност с алтернативното си звучене през 80-те години на XX век и става част от Ленинградския рок клуб. Благодарение на Гребеншчиков свои албуми издават изпълнители като „Зоопарк“, „Кино“ и Александър Башлачов.
В края на 80-те музикантът издава първия си самостоятелен албум – „Radio Silence“, който попада в класацията Билборд 200. В записите участва китаристът на Eurythmics Дейв Стюарт, който и продуцира албума. „Radio Silence“ е подкрепен с мащабно турне в САЩ. В периода 1990 – 1991 г. записва албума „Radio London“, който трябва да е втори англоезичен такъв, но звукозаписната компания CBS Records е закупена от Сони и музикантът разтрогва договора си и се завръща в СССР.
През март 1991 г. „Аквариум“ се разпада. Гребеншчиков основава нова група, наречена БГ Бенд. През 1992 г. формацията записва единствения си албум – „Русский альбом“ в стил неофолк и фолк рок. Албумът често е смятан за втори самостоятелен на Гребеншчиков. През есента на 1992 г. Аквариум е възстановен в нов състав. Групата се завръща с компилацията „Библиотека Вавилона“ и албума „Любимые песни Рамзеса IV“. Паралелно Гребеншчиков продължава соловата си кариера. През 90-те години Борис участва в записите на два албума на „Наутилус Помпилиус“ – „Титаник на фонтанке“ и „Яблокитай“. През 1997 г. записва албума „Лилит“ с музикантите от The Band.
През 2002 г. издава първата си книга – „Съчинения в 2 тома: Песни и непесни“. През 2003 г. провежда голям концерт в Кремъл по повод 50-годишния си юбилей. През 2004 г. открива първата си фотоизложба със снимки на дома на Набоков в Петербург.
В периода 2007 – 2008 г. Гребеншчиков стартира проекта си „Аквариум International“, в който групата свири с музиканти от цял свят.
През 2014 г. издава самостоятелния си албум „Соль“, който по мнението на мнозина е един от най-добрите на музиканта. През 2016 г. Борис издава десетия си солов албум – „Золотой букет“, а с Аквариум записва EP-то „Песни Нелюбимых“. Продължава изключителната си плодовитост, като освен албуми на Аквариум и самостоятелни записи, публикува в интернет поредицата „Подношение интересного времени“, в която пее само с акомпанимент на акустична китара.
През 2022 г. осъжда руското нападение над Украйна и емигрира в Лондон.
През януари 2023 г. за първи път изнася концерт в София.

## Дискография

### Аквариум
- Искушение Святого Аквариума – 1973
- Менуэт земледельцу – 1973
- Притчи графа Диффузора – 1975
- С той стороны зеркального стекла – 1976
- Все братья – сёстры – 1978
- Синий альбом – 1981
- Треугольник – 1981
- Электричество. История Аквариума – Том 2 – 1981
- Акустика. История Аквариума – Том 1 – 1982
- Табу – 1982
- Записки о флоре и фауне – 1982 (издаден през 2010)
- Радио Африка – 1983
- Сроки и цены – 1983 (издаден през 2012)
- Ихтиология – 1984
- День Серебра – 1984
- Дети Декабря – 1985
- Десять стрел – 1986
- Равноденствие – 1987
- Наша Жизнь с Точки Зрения Деревьев – 1987 (издаден през 2011)
- Феодализм – 1989 (издаден през 2007)
- Русский альбом – 1991
- Любимые песни Рамзеса IV – 1993
- Пески петербурга – 1994
- Кострома mon amour – 1994
- Навигатор – 1995
- Снежный лев – 1996
- Гиперборея – 1997
- Ψ – 1999
- Сестра Хаос – 2002
- Песни рыбака – 2003
- ZOOM ZOOM ZOOM – 2005
- Беспечный русский бродяга – 2006
- Лошадь белая – 2008
- Пушкинская, 10 – 2009
- Архангельск – 2011
- Воздухоплавание в компании сфинксов – 2012
- Аквариум + – 2013
- Песни Нелюбимых (EP) – 2016
- Двери Травы (EP) – 2017
- Тор – 2020
- Дом Всех Святых – 2022

### БГ Бенд
- Русский альбом – 1992

### Соло албуми
- Radio Silence – 1989
- Песни Александра Вертинского – 1994
- Чубчик – 1996
- Radio London
- Лилит – 1997
- Песни Булата Окуджавы – 1999
- Без слов – 2004
- Соль – 2014
- Золотой букет – 2016
- Время N – 2018
- Знак огня – 2020
- Услышь меня, хорошая – 2020
- Дань – 2021

## За него
- Смирнов И. Прекрасный дилетант: Борис Гребенщиков в новейшей истории России. ЛЕАН, 1999, 398 с. ISBN 5-85929-040-3
- Рыбин А. Три кита: БГ, Майк, Цой. СПб.: Амфора, 2013, 223 с. ISBN 978-5-367-02833-1
- Гребенщикова Л. Х. Мой сын БГ. Амфора, 2008, 240 с. ISBN 978-5-367-00750-3
- Ерёмин Е. М. Царская рыбалка, или Стратегия освоения библейского текста в рок-поэзии Б. Гребенщикова. Благовещенск: Издательствово БГПУ, 2011, 275 с. ISBN 978-5-8331-0222-0